# Palpimanus aureus
Espèce
Palpimanus aureus est une espèce d'araignées aranéomorphes de la famille des Palpimanidae.

## Distribution
Cette espèce en Namibie et en Afrique du Sud.

## Description
Le mâle juvénile holotype mesure 6,3 mm.

## Systématique et taxinomie
Cette espèce a été décrite par Lawrence en 1927.

## Publication originale
- Lawrence, 1927 : « Contributions to a knowledge of the fauna of South-West Africa V. Arachnida. » Annals of the South African Museum, vol. 25, no 1, p. 1-75 (texte intégral).